# Lagerlunden

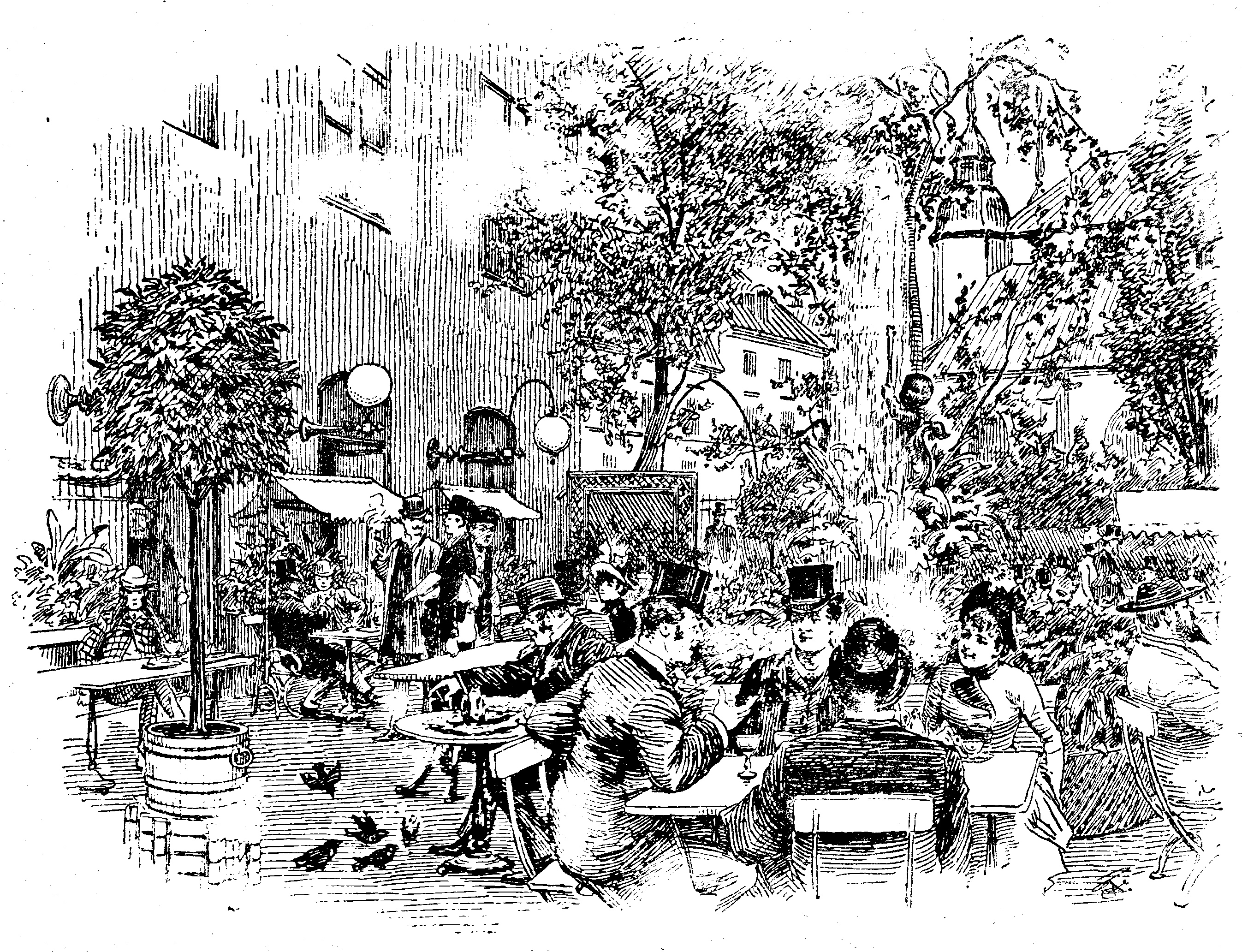
Lagerlunden 1890, teckning av Claës Lundin från Nya Stockholm

Lagerlunden var en populär sommarservering på gamla Operahusets terrasser ned mot Karl XII:s torg i centrala Stockholm. Serveringen beskrevs av Claës Lundin i Nya Stockholm som det populäraste tillhållet för stockholmare på sommaren och noterar att publiken var uteslutande från staden.
Namnet Lagerlunden används även idag av Café Opera för en av deras barer.